# ليو هايدن
ليو هايدن (بالإنجليزية: Leo Hayden)‏ هو لاعب كرة قدم أمريكية أمريكي، ولد في 2 يونيو 1948 في لويفيل في الولايات المتحدة.

## وصلات خارجية
- ليو هايدن على موقع مرجع كرة القدم المحترفة.كوم (الإنجليزية)